# La Roda de Andalucía
La Roda de Andalucía é um município da Espanha na província de Sevilha, comunidade autónoma da Andaluzia, de área 77 km² com população de 4397 habitantes (2007) e densidade populacional de 55,66 hab/km².

## Demografia
| Variação demográfica do município entre 1991 e 2004 | Variação demográfica do município entre 1991 e 2004 | Variação demográfica do município entre 1991 e 2004 | Variação demográfica do município entre 1991 e 2004 |
| --------------------------------------------------- | --------------------------------------------------- | --------------------------------------------------- | --------------------------------------------------- |
| 1991                                                | 1996                                                | 2001                                                | 2004                                                |
| 4033                                                | 4175                                                | 4212                                                | 4260                                                |